# Landry N'Guémo
Landry Joel Tsafack N'Guémo (Yaundé, Camerún; 28 de noviembre de 1985-Obala, 27 de junio de 2024), fue un futbolista camerunés que se desempeñó como defensa.

## Biografía

### AS Nancy
N'Guémo fue descubierto por los ojeadores del AS Nancy en Yaundé cuando solo tenía 15 años. Hizo su debut en el equipo en agosto de 2005 en un partido contra el Olympique de Lyon y su primer partido como titular fue un mes después contra el Troyes AC.
A principios de 2009 saltaron rumores sobre una posible marcha de N'Guémo a la Premier League inglesa, debido al interés de clubes como el Arsenal FC, el Sunderland AFC o el Everton FC. Su primer gol con el Nancy lo marcó en enero de ese año en un partido contra el Le Havre AC.

### Cesión al Celtic
En julio de 2009 se confirmó la cesión de N'Guémo al Celtic FC escocés, con una opción de compra. Su debut se produjo en un partido de pretemporada contra el Cardiff City. En toda la temporada, N'Guémo disputó 35 partidos sin conseguir anotar. Al final, ambas partes, tanto Celtic como el propio N'Guémo, decidieron que el jugador retornara al Nancy.

### Girondins de Burdeos
En julio de 2011 se hizo oficial el fichaje de N'Guémo por el Girondins de Burdeos, firmando un contrato de tres años.

### Selección de Camerún
Jugó 41 partidos por la selección camerunesa, formando parte de los planteles que participaron en los mundiales de Sudáfrica 2010 y Brasil 2014, así como las Copas Africanas de 2008 y 2010.

## Muerte
Nguémo murió en un accidente de tráfico en la ciudad de Obala, Camerún en la noche del 27 de junio de 2024.

## Clubes
| Club                 | País    | Año         | Partidos | Goles |
| AS Nancy             | Francia | 2005 - 2009 | 94       | 2     |
| Celtic FC            | Escocia | 2009 - 2010 | 30       | 0     |
| AS Nancy             | Francia | 2010 - 2011 | 33       | 2     |
| Girondins de Burdeos | Francia | 2011 - 2015 | 83       | 2     |
| AS Saint-Étienne     | Francia | 2015        | 0        | 0     |
| Akhisar Belediyespor | Turquía | 2015 - 2017 | 21       | 2     |
| Kayserispor          | Turquía | 2017        | 9        | 0     |
| Kongsvinger IL       | Noruega | 2019        | 21       | 0     |

## Palmarés
AS Nancy
- Copa de Francia: 2006